# Gare d'Aioi
La gare d'Aioi (相生駅, Aioi-eki) est une gare ferroviaire de la ville d'Aioi au Japon. La gare est desservie par la ligne Shinkansen Sanyō et les lignes conventionnelles d'Akō et Sanyō  de la JR West.

## Situation ferroviaire
Établie à 15 mètres d'altitude, la gare de Sakoshi est située au point kilométrique (PK) 0 de la ligne Akō, au PK 112.4 de la ligne Shinkansen Sanyō et au PK 75.5 de la ligne Sanyō. Point de départ de la ligne Akō, la gare dispose d'un d’arrêt pour Shinkansen. Étant dans la zone Kinki, la gare permet l'utilisation de la carte ICOCA.

## Histoire
Le 10 juillet 1890, la gare est inaugurée par la Sanyo Railway. À cette époque, la gare s’appelait Naba (那波駅, Naba-eki). En 1907, la gare passe sous le contrôle de la Japanese National Railways à la suite de l'incorporation de la Sanyo Railway dans la compagnie nationale. Le 10 janvier 1942, la gare change de nom et devient gare d'Aioi. En 1951, avec l'ouverture de la ligne Akō, la gare devient son point de départ. Le 15 mars 1972 avec l'ouverture de la ligne Shinkansen Sanyō jusqu' à Okayama, la gare devient une gare d’arrêt pour les Shinkansen. En 1997, le service Shinkasen Hikari est arrêté, seuls les Shinkansen Kodama s’arrêtent à Aioi. Il  faudra attendre 4 ans, pour qu'à nouveau les Shinkansen Hikari s’arrête à Aioi. En 2003, la carte ICOCA devient utilisable en gare.
En 2014, la fréquentation journalière de la gare était de 4 476 personnes.
| 2010  | 2011  | 2012 | 2013  | 2014  |
| 4 436 | 4 423 | 4486 | 4 633 | 4 476 |

## Service des voyageurs

### Accueil
La gare dispose d'un guichet, ouvert tous les jours de 6 h à 21 h, de billetterie automatique verte pour l'achat de titres de transport pour Shinkansen et train express. la carte ICOCA est également possible pour l’accès aux portillon  d’accès au quai.
La gare possède également un coin pour les consignes automatiques et dispose d'un bâtiment pour location de voiture et de places de parking.

### Desserte
La gare d'Aioi est une gare disposant de quatre quais (dont deux pour le Shinkansen) et de cinq voies (dont deux pour le Shinkansen). Le train express Super Hakuto s’arrête à cette gare durant la saison d'hiver sur les voies 1 pour la direction de Tottori et 3 pour la direction de Kyoto
| De 8 h 30 à 18 h 30                | De 8 h 30 à 18 h 30                | De 8 h 30 à 18 h 30                | De 5 h 24 à 8 h 30 et de 18 h 30 à 0 h 24 | De 5 h 24 à 8 h 30 et de 18 h 30 à 0 h 24 | De 5 h 24 à 8 h 30 et de 18 h 30 à 0 h 24 |
| N° de voie                         | Ligne                              | Direction                          | N° de voie                                | Ligne                                     | Direction                                 |
| Quais des lignes conventionnelles  | Quais des lignes conventionnelles  | Quais des lignes conventionnelles  | Quais des lignes conventionnelles         | Quais des lignes conventionnelles         | Quais des lignes conventionnelles         |
| 1                                  | A Sanyō                            | Tottori - Kurayoshi                | 1                                         | A Sanyō                                   | Kamigōri - Okayama                        |
| 1                                  | A Sanyō                            | Himeji - Osaka                     | 1                                         | A Akō                                     | Banshū-Akō - Okayama                      |
| 2                                  | A Akō                              | Banshū-Akō - Okayama               | 2・3                                      | A Sanyō                                   | Himeji - Osaka                            |
| 3                                  | A Sanyō                            | Kyoto                              | 2・3                                      | A Sanyō                                   | Himeji - Osaka                            |
| 3                                  | A Sanyō                            | Kamigōri - Okayama                 | 2・3                                      | A Sanyō                                   | Himeji - Osaka                            |
| Quais de la ligne Shinkansen Sanyô | Quais de la ligne Shinkansen Sanyô | Quais de la ligne Shinkansen Sanyô | Quais de la ligne Shinkansen Sanyô        | Quais de la ligne Shinkansen Sanyô        | Quais de la ligne Shinkansen Sanyô        |
| 11                                 | Shinkansen Sanyô                   | Okayama - Hakata                   | 11                                        | Shinkansen Sanyô                          | Okayama - Hakata                          |
| 12                                 | Shinkansen Sanyô                   | Osaka - Tokyo                      | 12                                        | Shinkansen Sanyô                          | Osaka - Tokyo                             |

Installations et desserte
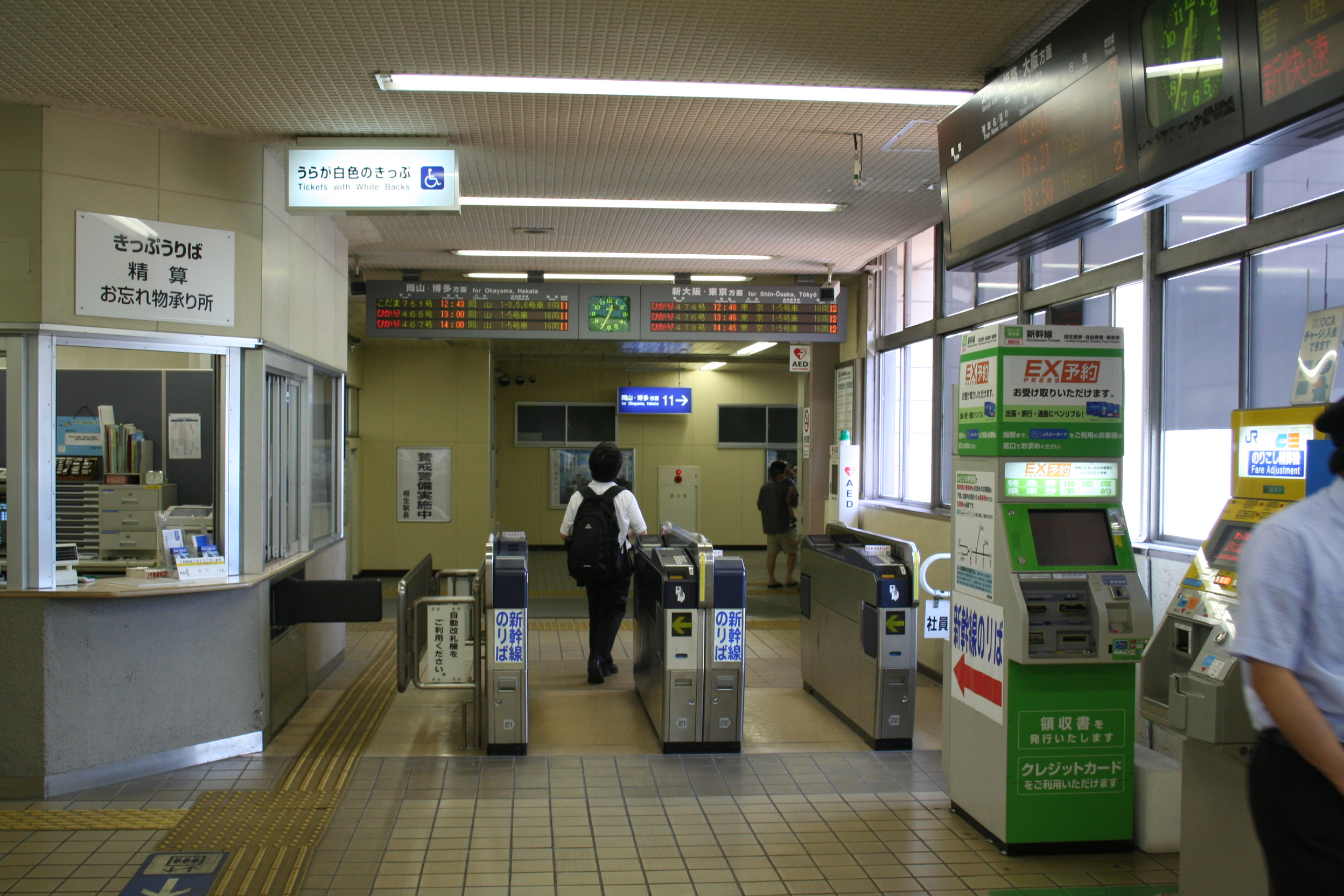
Portillon d’accès sur les quais.
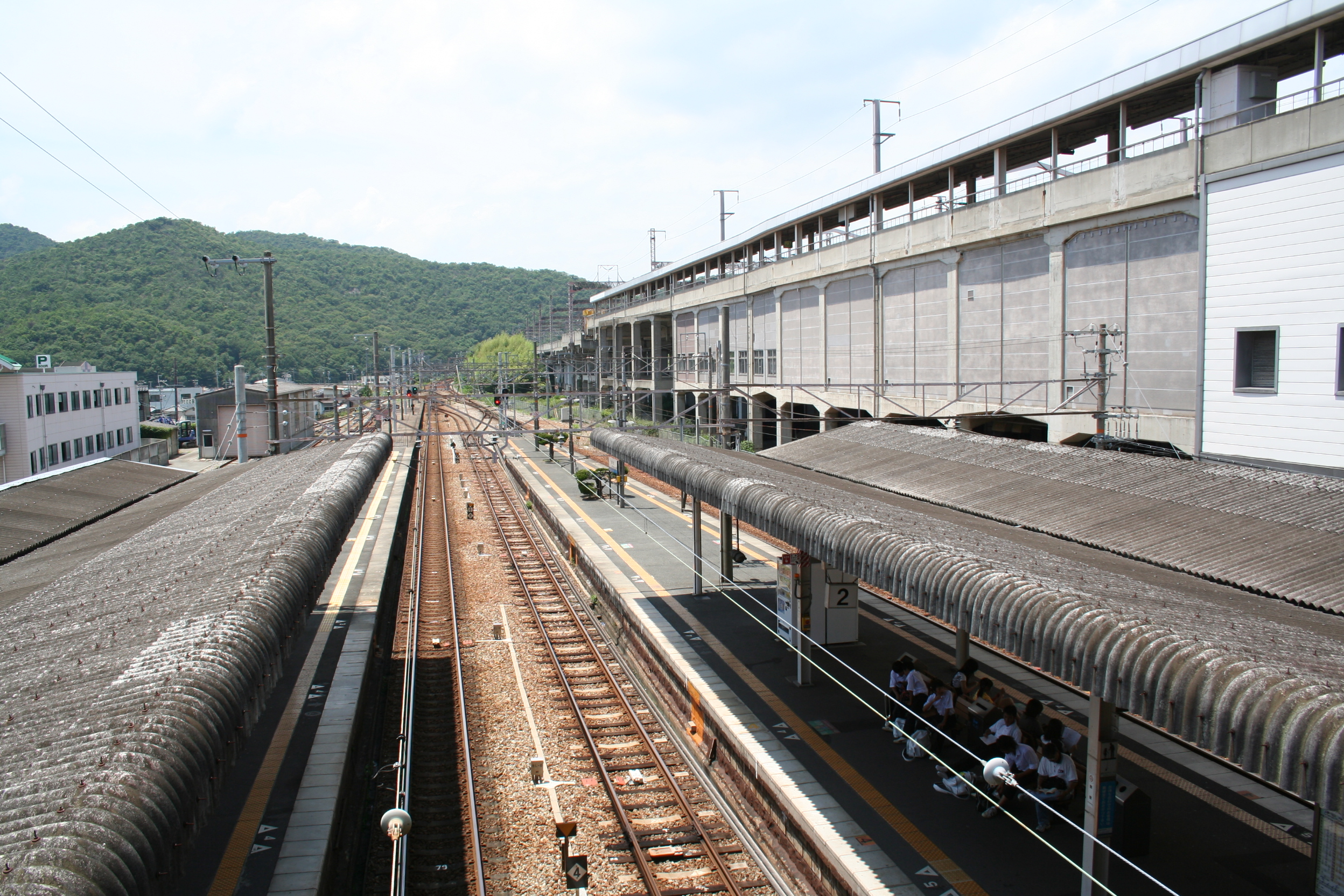
Quai et desserte.
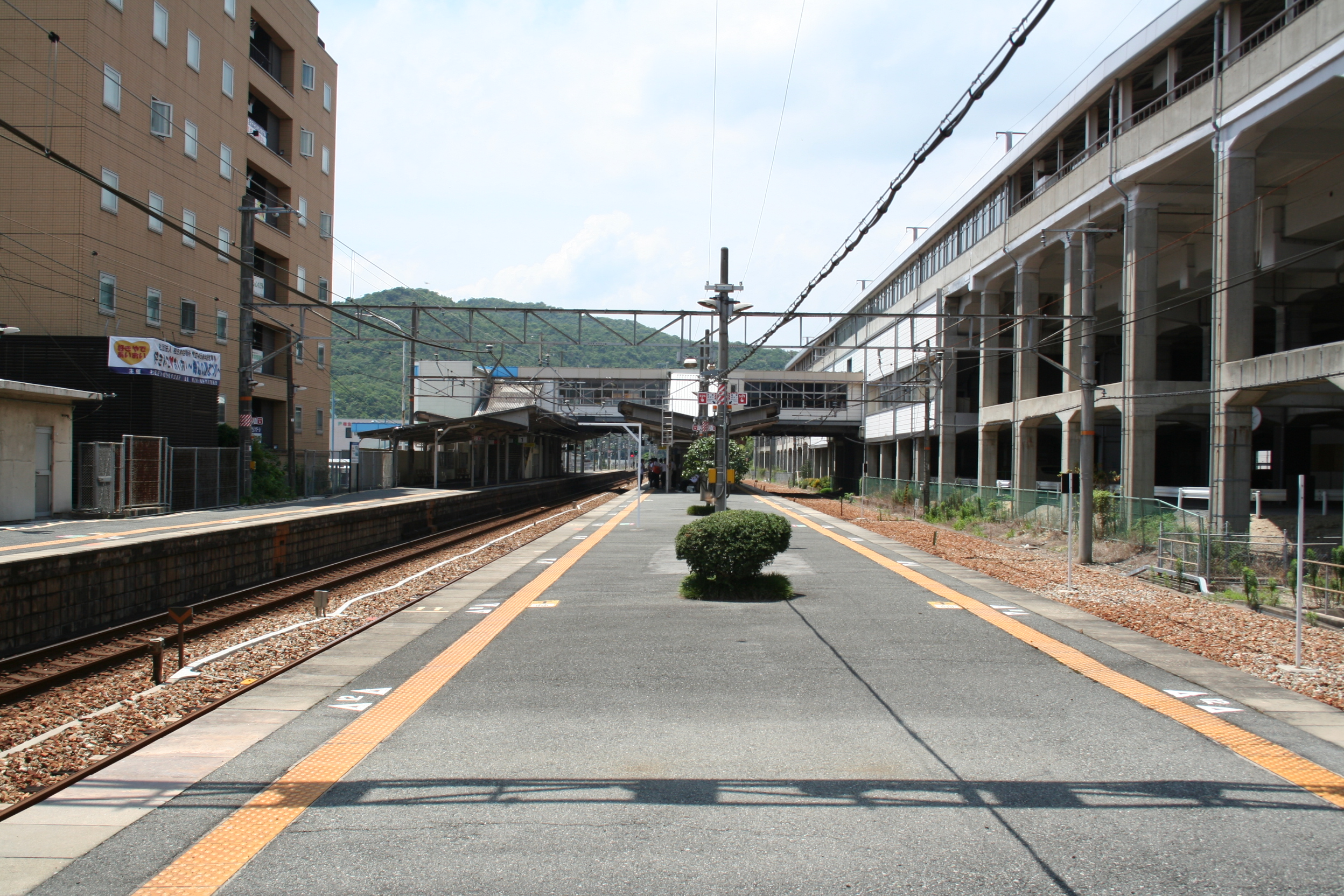
Quai et desserte.

### Intermodalité

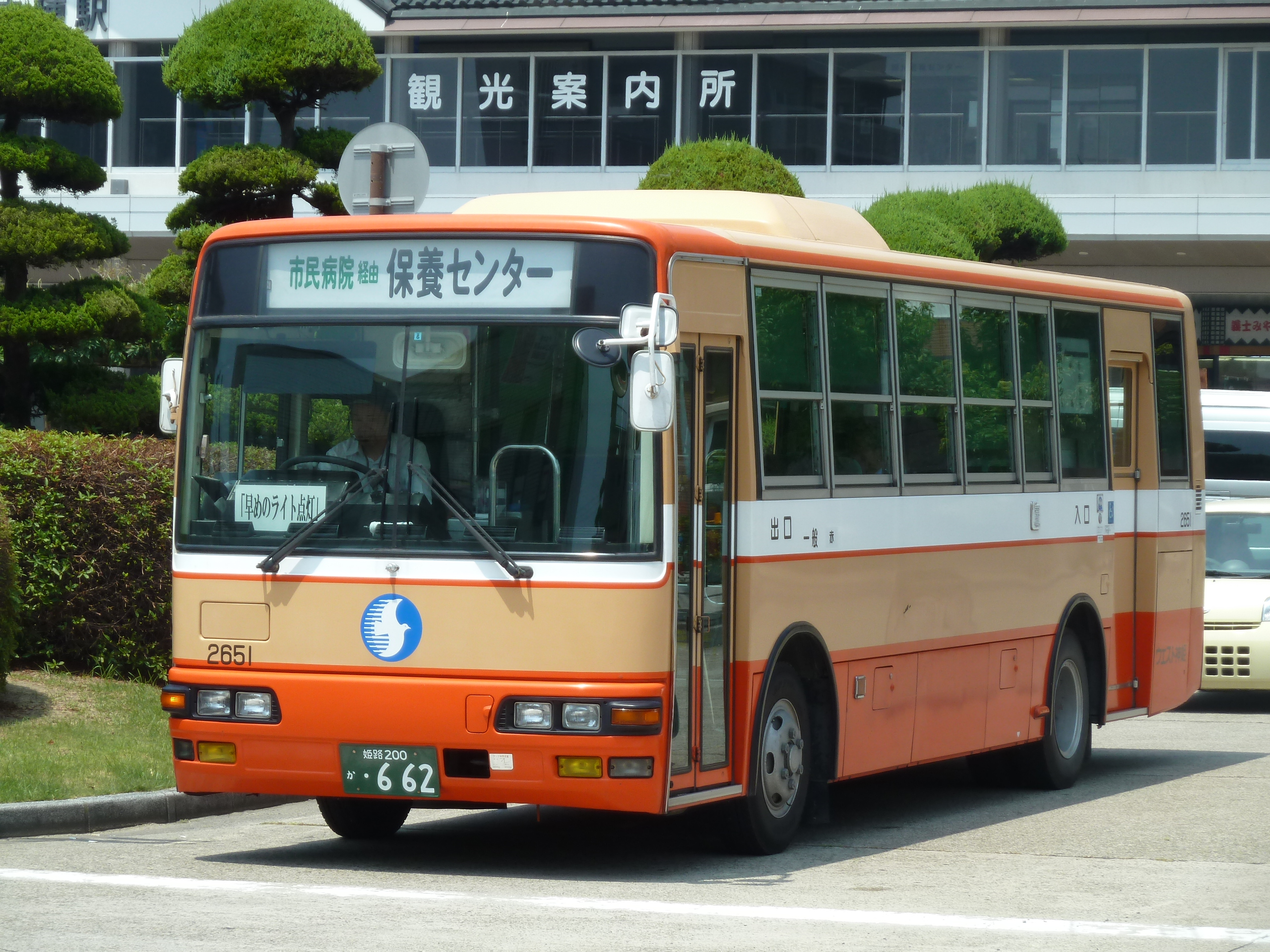
Bus de la compagnie Shinki.

Un arrêt de bus du réseau Shinki Bus est  également disponible près de la gare.